# Национално знаме на Чехия
Националното знаме на Чехия е официален държавен символ на Чешката република и е идентично със знамето на бивша Чехословакия. То е съставено от две хоризонтални цветни полета: бяло отгоре и червено отдолу и син триъгълник от към страната на носещото тяло, и има правоъгълна форма с отношение ширина към дължина 2:3. Една от страните на триъгълника съвпадат с тясната част на знамето, а срещуположният връх е разположен в центъра му. Знамето е установено като държавен символ в чл. 9 от конституцията на Чешката република, а формата и цветовете му са определени със закон.

## История
Традиционните цветове на Чехия са бял и червен и присъстват в гербовете на Бохемия и Моравия още от средновековието. След разпадането на Австро-Унгария през 1918 г. Чехия влиза в състава на Чехословакия и първоначално знамето на новосъздадената държава предствлявало две хоризонтални цветни полета – бяло отгоре и червено отдолу. През 1920 г. към това знаме бил добавен и син триъгълник, повлиян от цветовете на словашкото знаме и панславянските цветове, а и поради факта, че в този си вид то приличало на полското. Флагът е официално приет за символ на страната от Народното събрание на Чехословакия на 30 март 1920 г. Оттогава то се използва без прекъсване като официален символ на Чехословакия, а след 1993 г. и на Чехия.
След 1993 г. Чехия приема национално знаме, идентично с това на Чехословакия, което е в нарушение на споразумението за разделяне на Чехословакия, забраняващо използване на стари символи от новите страни.
- Знаме на Бохемия
- Предложение за знаме на Чехословакия
- Предложението на Ярослав Курса
- Приетото знаме
- Военноморско знаме на Чехословакия
(1935 – 1955)
- Военноморско знаме на Чехословакия
(1955 – 1960)
- Знаме на Чехословашката комунистическа партия